# Marian Łapiński
Marian Łapiński (ur. 6 sierpnia 1909 w Pratulinie, zm. 29 lutego 1992 w Warszawie) – polski elektrotechnik, profesor nadzwyczajny Politechniki Warszawskiej.

## Życiorys
W 1928 ukończył seminarium nauczycielskie w Ursynowie i rozpoczął studia na Wydziale Elektrycznym w Szkole Inżynierskiej im. Hipolita Wawelberga i Stanisława Rotwanda. Ukończył je w 1932, a następnie odbył roczną służbę wojskową w Szkole Podchorążych w Zegrzu. Następnie rozpoczął pracę jako asystent w Państwowym Instytucie Telekomunikacyjnym na Wydziale Teletechniki w Dziale Telefonii Nośnej, jego zadaniem było opracowanie dodatkowego połączenia telefonicznego Warszawy z Gdynią za pomocą przewodów napowietrznych (tzw. telefonia nośna). Po jego realizacji awansował na stanowisko kierownika Działu aparatów Pomiarowych i zajmował je do wybuchu II wojny światowej. Od 1944 kierował Technikum Łączności, które powstało przy Państwowym Instytucie Telekomunikacyjnym (PIT), ponieważ dyplomy ukończenia Szkoły Inżynierskiej im. Hipolita Wawelberga i Stanisława Rotwanda zmuszony został w 1945 do ponownej obrony pracy magisterskiej. Od 1945 prowadził działalność naukowo-badawczą w PIT, a następnie w wydzielonym z niego Instytucie Łączności. Równocześnie pracował na Politechnice Warszawskiej, od 1945 był asystentem, od 1946 adiunktem. W 1954 został zastępcą profesora, a rok później docentem. W 1962 obronił doktorat na Politechnice Wrocławskiej, w 1963 decyzją Rady Wydziału Łączności Politechniki Warszawskiej uzyskał stopień doktora nauk technicznych. W 1967 otrzymał tytuł profesora nadzwyczajnego, a w 1976 profesora zwyczajnego. Zorganizował pracownię wzorów i pomiarów wzorcowych w Zakładzie Miernictwa Instytutu, która pracowała na potrzeby resortu łączności. Na Politechnice zorganizował i kierował Zakładu Miernictwa Teleelektrycznego, który początkowo wchodził w skład Wydziału Łączności, a następnie Wydziału Elektroniki. Marian Łapiński był organizatorem procesu nauczania przedmiotów "Miernictwo teleelektryczne", "Miernictwo elektroniczne", "Metrologia elektryczna", "Miernictwo wielkości nieelektrycznych", "Elektrotechnika" oraz "Miernictwo elektryczne i elektroniczne". Prowadził prace badawcze nad unikatową aparaturą naukową, powstały urządzenia pomiarowe dla instytutów naukowo-badawczych, uczelni i przedsiębiorstw, były to m.in. analizatory sieci energetycznych. Był prodziekanem Wydziału Elektroniki, także zastępcą dyrektora ds. nauczania w Instytucie Automatyki Przemysłowej. W 1977 przeszedł na emeryturę.
Pochowany na cmentarzu Wolskim w Warszawie.

## Dorobek naukowy
Dorobek naukowy prof. Mariana Łapińskiego stanowi 21 monografii, podręczników i skryptów, 16 artykułów w prasie fachowej i 9 opatentowanych wynalazków. Z zamiłowania meteorolog. Opracował i uporządkował zagadnienia miernictwa teletransmisyjnego, przygotował czterotomową monografię "Miernictwo teleelektryczne", która została wyróżniona Nagrodą Ministra Nauki, Szkolnictwa Wyższego i Techniki oraz nagrodą SEP, oraz monografię "Miernictwo teletransmisyjne". Za osiągnięcia w kształceniu kadry naukowej został przez Ministra Nauki uhonorowany w 1977 Nagrodą Indywidualną I stopnia.

## Członkostwo
- Polski Komitet Pomiarów i Automatyki NOT,
- Rada Programowa Wydawnictw Komunikacji i Łączności,
- Komitet Metrologii i Danych dla Nauki i Techniki Wydziału IV PAN,
- Zespół Dydaktyczno-Wychowawczy Wychowania Technicznego i Kształcenia Ogólnozawodowego Ministerstwa Nauki, Szkolnictwa Wyższego i Techniki.

## Odznaczenia
- Złoty Krzyż Zasługi (1938,1956),
- Krzyż Kawalerski Orderu Odrodzenia Polski,
- Medal 10-lecia Polski Ludowej,
- Medal 40-lecia Polski Ludowej,
- Medal Komisji Edukacji Narodowej,
- Odznaka tytułu honorowego „Zasłużony Nauczyciel Polskiej Rzeczypospolitej Ludowej”
- Złota Odznaka "Zasłużony dla Politechniki Warszawskiej"
- Nagroda Sekretarza Naukowego Polskiej Akademii Nauk za kierowanie zespołem oraz udział w pracach nad wytwarzaniem i pomiarem wysokich ciśnień,
- Nagroda Przewodniczącego Komitetu Nauki i Techniki za prace nad wilgotnościomierzami.